# Clan (E-Sport)

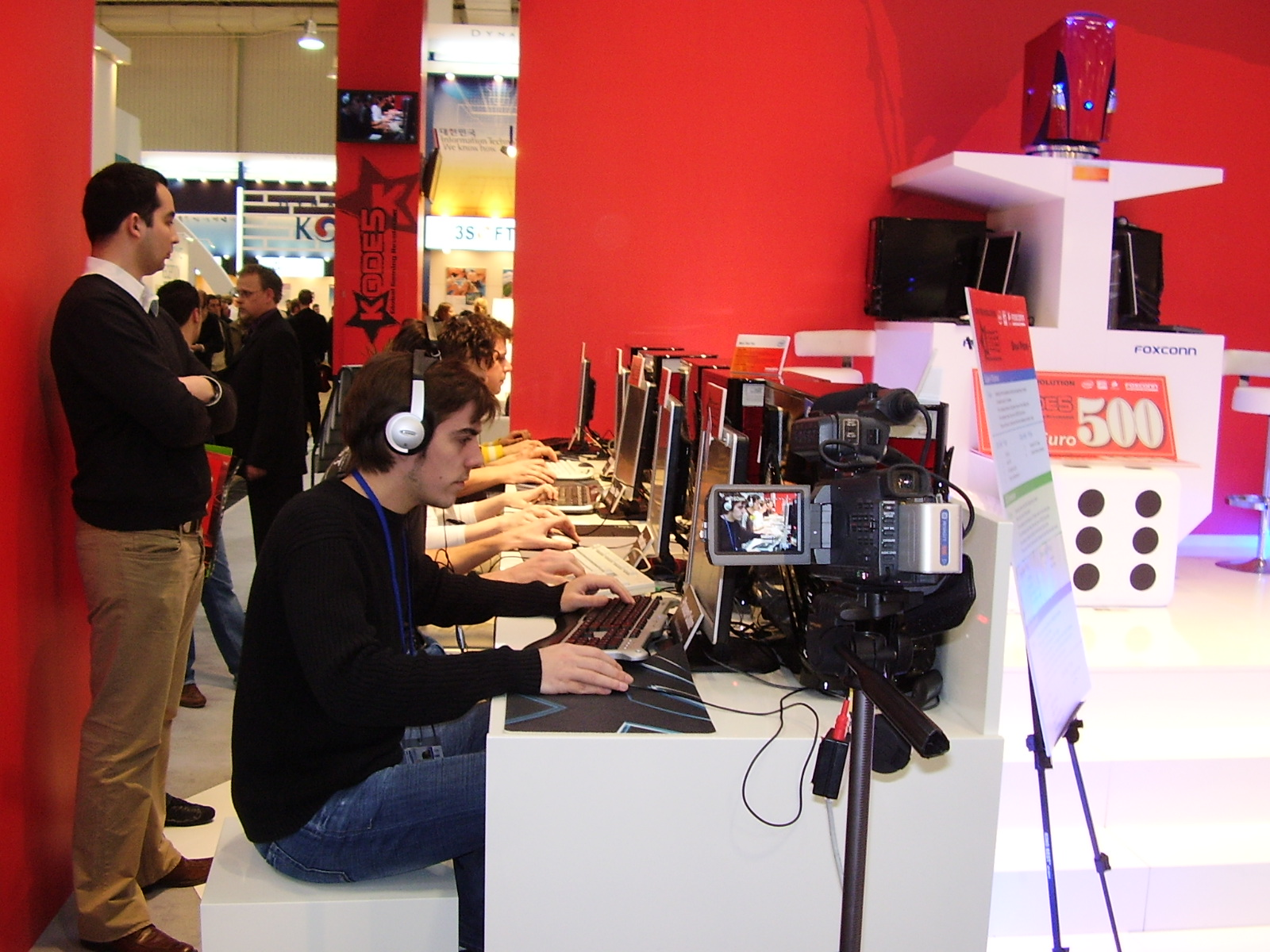
Ein Counter-Strike-Clan auf der CeBIT 2006

Als Clan werden im E-Sport organisierte Mannschaften bzw. Vereine bezeichnet.
Der Begriff entstammt dem Computerspiel Quake, in welchem sich Spielervereinigungen offiziell als „Clan“ registrieren lassen konnten. Im Laufe der Zeit hat er sich als Bezeichnung für Vereinigungen von Computerspielern etabliert. Bei MMORPGs haben sich zudem die Bezeichnungen Bündnis und Allianz durchgesetzt. Dem Inhalt des jeweiligen Spiels entsprechend gibt es zudem Legionen (Aion) und Gilden (RIFT, WoW, RoM u. v. m.), die einen clanähnlichen Charakter haben. Insbesondere jedoch durch ihren Rollenspielcharakter, bei dem das soziale Verhältnis der Charaktere zueinander im Vordergrund steht, werden an die Gildenleitung deutlich umfangreichere Anforderungen gestellt als an die ursprüngliche Leitung eines Quake-Clans.
Ein Großteil der Clans ist rechtlich gesehen eine Sammlung einzelner Personen, es gibt aber auch Clans, die als Verein, Personen- oder Kapitalgesellschaft firmieren. Laut dem eSport-Bund Deutschland gibt es in Deutschland ca. 40.000 Clans (Stand: 2005).
Clans verfolgen häufig das Ziel, aktiv an Ligen und Turnieren teilzunehmen. Es gibt allerdings auch Clans, die keine Ambitionen haben, sich mit anderen Clans zu messen, da bei ihnen die gemeinschaftlichen Aspekte des Computerspielens im Mittelpunkt stehen. Solche Clans verwenden meist die Bezeichnung Funclan, die die Teilnahme an Wettbewerben aber nicht ausschließt.
Im Gegensatz zu Clans aus der Anfangszeit des E-Sports, welche sich in der Regel auf ein einzelnes Computerspiel konzentriert haben, stellen heute viele Clans so genannte Multigamingclans dar. Dabei unterteilt sich der Clan meist selbst in Teams oder Squads (engl. für „Trupps“), welche mehr oder weniger autarke Spielergruppen innerhalb des Clans darstellen. Jedes Team konzentriert sich dabei auf ein bestimmtes Spiel und tritt unter dem Namen des übergeordneten Clans auf.

## Namensgebung
Jeder Clan wählt einen eigenen Namen und ein passendes „Tag“ (engl. für „Kennzeichen“). Dieses Clantag wird im Spiel vor oder nach dem Spielernamen eingefügt. So lässt sich der Spieler sofort einem Clan zuordnen. Ein Clantag besteht üblicherweise aus den Claninitialen oder anderen Kurzversionen des Clannamens, die manchmal mit Sonderzeichen eingeklammert werden (z. B.: XY, [XY], =]XY[=). Es gibt auch Clans, bei denen der Clanname mit dem Clantag übereinstimmt, zum Beispiel fnatic.
Der Clanname soll den Clan im Internet und bei Veranstaltungen identifizierbar machen. Er muss nicht unbedingt mit dem Vereins- oder Firmennamen übereinstimmen, entspricht in seiner Funktion also einer Marke. Im Gegensatz zu Vereinen und Firmen gibt es kein Clanregister, in das sich Clans eintragen müssen, und somit kann es sein, dass mehrere Clans den gleichen Namen und/oder das gleiche Clantag haben. Professionelle Clans lassen ihre Namen in der Regel als Marke anmelden (z. B. beim Deutschen Patent- und Markenamt), um markenrechtlichen Konflikten vorzubeugen.

## Organisationsaufbau
Grundsätzlich gibt es keine festen Strukturen, was den Aufbau und die Organisation eines Clans betrifft. Allerdings haben sich im Laufe der Zeit Grundmodelle herausgebildet, welche bei den meisten Clans zum Einsatz kommen.
Es lässt sich eine voranschreitende Professionalisierung der Clanstrukturen feststellen. Während früher Bezeichnungen wie Clanleader gang und gäbe waren, ist heute bei erfolgsorientierten Clans meist von einem Management die Rede. Im Folgenden wird zwischen diesen beiden Formen der Clanorganisation unterschieden.
Modern
- Management: Das Management verwaltet den Clan und kümmert sich um die strategische Zielsetzung. Es untersteht einem oder mehreren Geschäftsführern bzw. Projektleitern. Normalerweise besteht es aus mehreren Mitgliedern, die alle ihre jeweiligen Zuständigkeitsbereiche haben. Mögliche Positionen sind: Business Development, Marketing Director, Team Director, General Manager.
- Organisation: Die Organisatoren eines Clans stellen sicher, dass die Planungen des Managements durchgesetzt werden. Sie sind für das Alltagsgeschäft verantwortlich, können aber auch weitergehende Aufgaben übernehmen.
- Teammanager bzw. Teamleiter: Jedes Team eines Clans hat seinen eigenen Teammanager, der für die organisatorischen Belange der Mannschaft zuständig ist. Er plant den Spielbetrieb in Ligen und Turnieren und stellt meistens das Bindeglied zwischen Spielern und Management/Organisation dar. Oft gibt es sog. Teamorgas, die den Teammanager bei seiner Arbeit unterstützen.
- Spieler bzw. Member (engl. für Mitglied): Ein normales Mitglied des Clans.

Traditionell
- Clanleader (engl. für Clananführer): Eine Person, meist der Gründer oder ein ehemaliger Spieler. Er verwaltet und organisiert den Clan.
- Co-Leader (engl. für Mitanführer): Ein Co-Leader vertritt den Clanleader in Abwesenheit und unterstützt ihn bei seiner Arbeit.
- Teamleader (engl. für Mannschaftsanführer): Ein Team- oder Squadleader ist der Anführer innerhalb des Teams und zugleich der Mittelsmann zwischen den Teammitgliedern und dem Clanleader.
- War-Orga (engl. in etwa Wettkampforganisator): Ein War-Orga sucht neue Gegner oder Trainingspartner, um mit diesen Spieltermine zu vereinbaren. Er sorgt weiterhin dafür, dass vereinbarte Termine auch eingehalten werden.
- Spieler bzw. Member (engl. für Mitglied): Ein normales Mitglied des Clans.

## Professionelle Clans
Durch die zunehmende Professionalisierung im E-Sport verfolgen heute immer mehr Clans auch finanzielle Interessen, indem sie Sponsorenverträge und Preisgelder aus Turniersiegen anstreben. Diese Sponsorenverträge führen teilweise dazu, dass der Name des Sponsors in die Clannamen integriert wird, was wiederum zur Folge hat, dass mit jeder Nennung des Clans auch der Sponsor erwähnt wird. Teilweise betreiben Unternehmen sogar einige Werksteams. Beispiele hierfür sind das deutsche Team Alternate und die Werksteams von Samsung Galaxy und T1 in Südkorea.
Professionelle Clans haben zu ihren Spielern normalerweise ein vertragsgebundenes Verhältnis. Sie zahlen ihren Spielern in der Regel Gehalt und übernehmen die Reisekosten für die Teilnahme an E-Sport-Wettbewerben. Die erfolgreichen Clans sind selbst zu Unternehmen geworden, die eigene Vollzeitmitarbeiter beschäftigen und über Jahresbudgets im sechs- bis siebenstelligen Bereich verfügen. Eigene Büroräume sind keine Besonderheit mehr, häufig werden sie auch mit Trainingsräumen für die Spieler kombiniert. Einen Sonderfall stellt hierbei das Vereinsheim von n!faculty dar, welches auch soziale Zwecke verfolgt und Aufklärungsarbeit für den E-Sport leisten soll.
Während früher oft die Leistungen einzelner Spieler im Vordergrund standen, hat sich mit der Zeit die Popularität immer mehr auf die einzelnen Clans verschoben. Zu erklären ist dies wohl dadurch, dass die Fluktuation von einzelnen Spielern sehr hoch ist, die jetzt „populären“ Clans sich hingegen seit Jahren an der Spitze der Ligen befinden. Die größten Mannschaften besitzen eigene Fanshops, in denen sie Merchandising-Artikel (z. B. T-Shirts oder Mousepads mit dem Logo des Clans) verkaufen.

## Clans in Videospielen
In Videospielen wie Goodgame Empire oder Clash of Clans sind Clans, oder auch Allianzen oder Gilden, normaler und elementarer Teil des Spiels. Diese Clans sind meist rund 50 Spieler groß. Die Strukturen sind oftmals durch das Videospiel vorgegeben.